# Sorvolo ravvicinato
Un sorvolo ravvicinato (spesso indicato con l'espressione inglese flyby o fly-by, letteralmente "volare nelle vicinanze") in astronautica è il passaggio ravvicinato di una sonda spaziale, ad alta velocità, in prossimità di un pianeta o di un altro oggetto celeste.

## Descrizione
Date le velocità tipiche degli oggetti del sistema solare (decine di chilometri al secondo), un sorvolo ravvicinato dura generalmente molto poco, alcune ore al massimo. Generalmente i controllori di volo cercano di indirizzare la sonda il più vicino possibile all'oggetto studiato, per ottenere immagini migliori. Nel caso di pianeti dotati di atmosfera questa distanza è dell'ordine del migliaio di chilometri, per evitare che l'attrito modifichi l'orbita della sonda. Se invece si tratta di corpi più piccoli, la sonda può avvicinarsi di più, ma viene comunque mantenuto un margine di sicurezza. Spesso la sonda prende immagini dell'obiettivo alcuni giorni od ore prima dell'incontro per migliorare la stima della posizione dell'oggetto, ed eventualmente correggere la rotta.
Un sorvolo ravvicinato mette a dura prova le telecamere e gli altri strumenti a bordo della sonda, perché essi devono riprendere il maggior numero possibile di immagini e dati in un breve tempo, per di più a distanze anche di migliaia di chilometri. Normalmente la sequenza di operazioni da fare è decisa in anticipo e poi eseguita in automatico dalla sonda: il ritardo nei tempi di comunicazione causato dalla grande distanza tra la sonda e la Terra impedisce di poter controllare la sequenza di riprese in diretta. La distanza impedisce anche di poter inviare immediatamente i dati a Terra: essi vengono invece immagazzinati nelle memorie di bordo ed inviati alla stazione di controllo nei giorni e nelle settimane successive.
La difficoltà di raccogliere dati significativi durante un sorvolo ravvicinato non ha impedito a questo metodo di essere un'importante fonte di informazioni sul sistema solare: le uniche immagini a distanza ravvicinata di Urano e Nettuno, e fino a pochi anni fa anche di Giove e Saturno, sono quelle raccolte dalle sonde Voyager durante i loro sorvoli ravvicinati.
Un sorvolo ravvicinato è spesso il metodo scelto per la prima esplorazione di un corpo celeste perché è il più economico: non dovendo eseguire manovre complesse come un'entrata in orbita o grandi cambiamenti di rotta, la sonda può essere più semplice e leggera e può avere a bordo poco carburante, il che diminuisce moltissimo i costi di lancio. Le informazioni ottenute dal sorvolo ravvicinato verranno poi utilizzate per costruire una sonda specializzata per il corpo celeste che si vuole esplorare.
Un altro motivo per cui viene effettuato un fly-by è quello di sfruttare il corpo celeste in oggetto come fionda gravitazionale, sia che esso sia l'obiettivo della missione o sia una tappa intermedia verso un secondo oggetto,